# Сан-Симан-де-Литен
Сан-Симан-де-Литен (порт. São Simão de Litém) — район (фрегезия) в Португалии, входит в округ Лейрия. Является составной частью муниципалитета Помбал. По старому административному делению входил в провинцию Бейра-Литорал. Входит в экономико-статистический субрегион Пиньял-Литорал, который входит в Центральный регион. Население составляет 1605 человек на 2001 год. Занимает площадь 16,03 км².
Покровителем района считается Симон Кананит (порт. São Simão).